# Kalotermes piacentinii
Termopsis piacentinii
Espèce
Synonymes
- †Termopsis piacentinii Piton & Théobald, 1937

Kalotermes piacentinii est une espèce fossile d'insecte blattoptère du genre Kalotermes.

## Classification
Elle est décrite en 1937 par les deux paléontologues français Louis Émile Piton (1909-1945) et Nicolas Théobald (1903-1981), sous le protonyme de Termopsis piacentinii,. L'holotype MNHN.F.R07027 vient de la collection Piacentini, conservée au Muséum national d'histoire naturelle de Paris, et de la commune de Menat dans le département du Puy-de-Dôme en Auvergne. 

### Renommage
Cette espèce est renommée en Kalotermes piacentinii par Kumar Krishna (d) et al. en 2013,.

### Étymologie
L'épithète spécifique Piacentinii rappelle le nom de la collection « Piacentini ».

## Description

### Caractères
L'échantillon montre une empreinte floue, où les détails n'apparaissent pas.
La tête est subsphérique, avec  deux yeux latéraux de forme ovale. 
Le prothorax est assez court et assez petit, plus large que long, échancré à l'avant, arrondi sur les côtés.
Par transparence, on voit les hanches I. Une patte est en partie conservée à droite, mais le tarse manque.
L'abdomen est subcylindrique. Les ailes sont allongées, dépassant l'abdomen ; les ailes du côté gauche se recouvrent l'une l'autre, celles de droite sont en partie séparées. Ces ailes sont parcourues par des nervures longitudinales assez marquées vers le bord antérieur, mais très effacées et indéchiffrables ailleurs ; elles sont reliées par de fines nervures transversales.

### Dimensions
L'insecte a une longueur totale de 22,5 mm de la tête à l'extrémité des ailes.

### Affinités
« Il est aisé de reconnaître qu'il s'agit d'un termite. La nervure sous-costale et la nervure radiale sont simples, le secteur du radius par-contre est ramifié comme dans la tribu des Termopsini de la sous-famille des Calotermitinae. Cette tribu est représentée actuellement par le genre Archeotermopsis Handlirsch ayant quelques rares formes indiennes et américaines. À l'état fossile, on connaît le genre Termopsis Heer d'Oeningen. Il n'est pas possible d'identifier notre insecte avec une de ces formes. ».

### Publication originale
- [1937] L. Piton et N. Théobald, « Les lignites et schistes bitumineux de Menat (Puy-de-Dôme). II : Les insectes fossiles de Menat », Revue des Sciences Naturelles d'Auvergne, -, vol. 3, no 2,‎ 1937, p. 76-88 (ISSN 0373-2851 et 3075-9757). .